# Kaour
 (mars 2012).
Si vous disposez d'ouvrages ou d'articles de référence ou si vous connaissez des sites web de qualité traitant du thème abordé ici, merci de compléter l'article en donnant les références utiles à sa vérifiabilité et en les liant à la section « Notes et références ».
Kaour est une localité du Sénégal, située dans le département de Goudomp et la région de Sédhiou, en Casamance.
Elle est traversée par la « route du Sud », la Route notionale 6 qui relie Ziguinchor et Kolda.
C'est le chef-lieu de la communauté rurale du même nom.